# Xanthochroina reitteri
Xanthochroina reitteri là một loài bọ cánh cứng trong họ Oedemeridae. Loài này được Fleischer miêu tả khoa học năm 1919.